# Saint-Dizier-Masbaraud
Saint-Dizier-Masbaraud – gmina we Francji, w regionie Nowa Akwitania, w departamencie Creuse. W 2013 roku liczba ludności wynosiła 1208 mieszkańców. 
Gmina została utworzona 1 stycznia 2019 roku z połączenia dwóch ówczesnych gmin: Masbaraud-Mérignat oraz Saint-Dizier-Leyrenne. Siedzibą gminy została miejscowość Saint-Dizier-Leyrenne. 